# Radalj
Radalj är en bergskedja i Bosnien och Hercegovina.   Den ligger i entiteten Federationen Bosnien och Hercegovina, i den centrala delen av landet, 80 km nordväst om huvudstaden Sarajevo.
I omgivningarna runt Radalj växer i huvudsak lövfällande lövskog. Runt Radalj är det ganska tätbefolkat, med 93 invånare per kvadratkilometer.